# Château de Hertford
Le château de Hertford est construit à l'époque normande près de la rivière Lea à Hertford, le chef-lieu du Hertfordshire, en Angleterre. La plupart des bâtiments intérieurs du château ont été démolis. La principale section qui subsiste est la guérite Tudor, qui est un bâtiment classé Grade I. Certaines parties des murs d'enceinte du côté est du château sont également toujours debout et sont un bâtiment classé Grade II *.

## Histoire

### Histoire médiévale
Le château de Hertford est construit sur un site fortifié par Édouard l'Ancien vers 913. Au moment de l'invasion normande en 1066, une motte et une basse-cour se trouvent sur le site entouré de douves . Guillaume le Conquérant accorde le château à Peter de Valognes, le haut shérif de l'Essex et du Hertfordshire .
Henri II s'intéresse beaucoup au château et à son potentiel et il est pratiquement reconstruit entre 1170 et 1174. Cela comprend la construction des murs en silex, des ponts-levis et des guérites. Le château est encore renforcé sous le règne de Richard Cœur de Lion par son régent, William Longchamp. À cette époque, le château relève de la Couronne après la mort de Robert de Valognes en 1184, ne laissant aucun héritier mâle. Pourtant il est revendiqué par Robert Fitzwalter, gendre de Robert de Valoignes . Il s'empare du château et y installe ses propres tenanciers et sa garnison. Bien qu'il ait ensuite été expulsé par le roi Jean, il est finalement nommé gouverneur du château .
Après la mort d'Angelo Salvo en 1216, une invasion française assiège le château pendant un mois jusqu'à ce que le gouverneur, Walter de Godarvil, se rende . Cependant, le pays soutient alors Henri III et en 1217, les Français partent. À la suite de cela, le rôle militaire du château devient secondaire par rapport à son utilisation comme résidence royale et en 1299, Édouard Ier le donne à sa seconde épouse Marguerite .
Sous le règne d'Édouard II le château reçoit ses premiers prisonniers politiques, certains des Templiers, en 1309 . L'épouse d'Edward, Isabelle et leur fils, Édouard III passent tous deux beaucoup de temps dans le château .
Pendant la Guerre de Cent Ans, le château est utilisé pour détenir des prisonniers de rang royal et nobles comme le roi David II d'Écosse et, en 1359, le roi Jean II de France. L'année suivante, le château est accordé au troisième fils d'Edward, Jean de Gand qui y passe beaucoup de temps, l'utilisant comme sa principale maison de campagne lorsqu'il n'est pas à l'étranger pour des campagnes . Les défenses sont réparées et renforcées à nouveau à cette époque. À la mort de Jean de Gand en 1399, Richard II s'empare de tous les domaines lancastriens, notamment le château de Hertford, où il installe sa nouvelle épouse, la princesse Isabelle, âgée de huit ans .
Le château reste aux mains de la royauté et en 1418, Henri V le laisse à sa nouvelle épouse, la princesse Catherine de France, et ils y passent beaucoup de temps ensemble . Le fils d'Henri VI, Henri, passe une grande partie de son enfance au château. En 1445, il épouse Marguerite d'Anjou et lui accorde le château . Cependant, à la suite de la Guerre des Deux-Roses, la couronne revient à Édouard IV qui accorde le château à sa femme, Élisabeth Woodville . Lorsque Richard III devient roi, le château est concédé à l'un de ses plus grands partisans, le duc de Buckingham .

### L'époque des Tudor
Henri VII épouse Elisabeth d'York en 1486 et l'année suivante il cède le château à sa femme. Henry lui-même passe peu de temps à Hertford, mais il est enregistré comme ayant fait deux visites à Sele Mill, une papeterie juste à l'extérieur de la ville, où il semble s'être approvisionné en papier . Son fils Henri VIII dépense des sommes considérables pour transformer le château en palais civil, avec la construction de la guérite, qui existe toujours. Par la suite, Édouard VI accorde le château à la princesse Mary. Au cours de son règne, le château est utilisé pour emprisonner les martyrs protestants . Élisabeth Ire vient fréquemment à Hertford.

### Histoire moderne

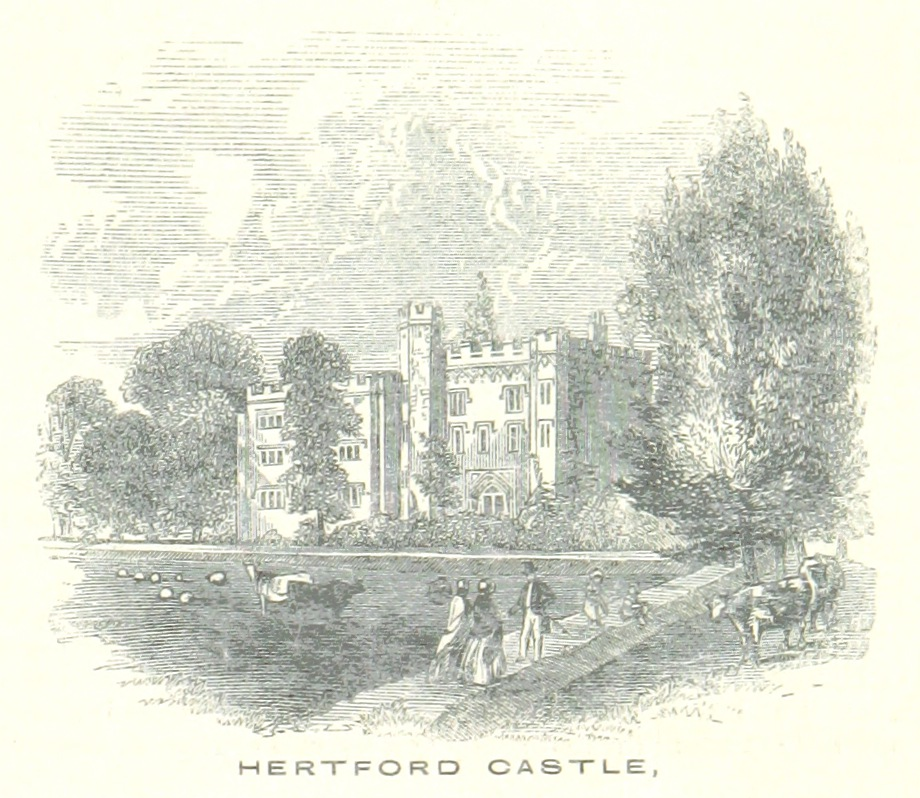
Château de Hertford photographié en 1851

Cependant, à partir du règne de Jacques Ier, le château cesse d'être une résidence royale et il tombe en décadence. Après l'accession au trône de Charles Ier, le château est concédé à William Cecil (2e comte de Salisbury) . Une grande partie du château est alors en ruines, n'ayant pas été utilisé depuis l'époque des Tudor. Le château est loué à Sir William Harrington de Hertingfordbury Park, qui effectue des travaux de restauration des bâtiments . Il cède ensuite son bail à Sir William Cowper, percepteur des douanes au port de Londres . À partir de cette époque, le château reste la propriété de la famille Cecil, qui le loue à une succession d'occupants. Vers 1790, l'aile sud est ajoutée à la guérite. Les fenêtres de la guérite existante sont toutes remodelées et le parapet ajouté avec ses créneaux en briques. Vers 1800, une nouvelle passerelle et un pavillon sont construits par le marquis de Downshire.
Entre 1805 et 1809, le château devient le siège de l'East India Company College . En 1822, un dispensaire général est établi au château par le Rév. Thomas Lloyd, qui est l'un des principaux acteurs du travail caritatif de la ville .
En 1911, la Hertford Corporation loue la guérite du château (qui est alors tout ce qui reste) au marquis de Salisbury pour abriter son administration . Le parc devient un jardin public. Dans les années 1930, l'aile nord est ajoutée à la guérite et, à la fin du XXe siècle, Lord Salisbury donne ce qui reste du château à la ville .